# Greger Eman
Hans Greger Eman, född 23 juni 1952 i Borås, död 14 februari 2003 i Stockholm, var en svensk litteraturvetare, skribent och debattör med stort fokus på HBT-rörelsen. 

## Biografi
Eman växte upp på landsbygden strax utanför Borås i Västergötland. Hans pappa var engagerad i den radikala arbetarrörelsen men dog tidigt. Eman flyttade då in till Borås tillsammans med sin mamma. 1971, vid 19 års ålder, var han med om att starta RFSL Borås, men var även aktiv inom radikalare rörelser. 
Vid Göteborgs universitet läste han bland annat engelska och antropologi och gick även med i den socialistiska studentföreningen Röda bögar. Där blev han bekant med den fem år äldre Fredrik Silverstolpe, blivande homosexualitetsforskare. De fortsatte vara nära vänner fram till Silverstolpes död 2001.
1977 reste Eman till Brighton för att vidare studera det engelska språket, men återvände 1978 för att ta en filosofie kandidat vid Göteborgs universitet.  Där skrev han en uppsats om de nordamerikanska berdacherna, det vill säga indianska män som levde och klädde sig som kvinnor och oftast ansågs som lämpliga shamaner. Berdacherna hade dessutom sexuella förbindelser med både män och kvinnor. 
Eman flyttade sedan till Stockholm för att läsa litteraturvetenskap och började samtidigt frilansa på den radikala gaytidningen Revolt – mot sexuella fördomar. I och med Emans stora intresse för och kunskap om HBT-historia startade han 1985 den första svenska tidskriften i detta ämne: Homosexuella historikers Handlingar och hugskott. Tillsammans med Silverstolpe var det meningen att han skulle skriva ett samlingsverk om lesbisk historia i Stockholm med arbetsnamnet Sympatiens hemlighetsfulla makt, Stockholms homosexuella 1860–1960, men på grund av sjukdom kunde inte Silverstolpe avsluta arbetet. Istället gavs Emans avsnitt ut separat 1993, med fokus på lesbisk historia, som Nya himlar över en ny jord - Om Klara Johanson, Lydia Wahlström och den feministiska vänskapskärleken. Boken beskriver intellektuella kvinnor kring sekelskiftet 1900 och ses som ett banbrytande verk. Antologin Sympatiens hemlighetsfulla makt gavs ut först 1999, med tyngdpunkt på gayhistoria.
Eman blev chefredaktör för RFSL:s tidning KomUt 1988, och var detta fram till sin död 2003. Han lyckades förvandla tidningen från ett enkelt medlemsblad till den kulturtidskrift den blev under hans redaktörskap. Själv skrev han de viktigaste artiklarna och det var även han som utformade tidningens typografiska profil. Plötsligt var KomUt en betydande del av den ideologiska och politiska debatten inom HBT-rörelsen. I denna tidskrift kom Eman bland annat att mynta uttrycket "HBT-samhället (Homosexuella-Bisexuella-Transpersoner)".
Under många år ansvarade han även för redigeringen av lambda nordica med tonvikt på tidningens typografiska form och produktion. 
Under det tidiga 2000-talet planerade han ett stort forskningsprojekt om konstnärer i Paris vid 1900-talets början. Projektet slutfördes aldrig då han plötsligt avled på Alla hjärtans dag den 14 februari 2003 medan han simmade i Eriksdalsbadet i Stockholm. Greger Eman är begravd på Sandsborgskyrkogården i Stockholm.

## Familj
Eman var gift med Ronny Steiner (1946–2015) och fick tillsammans med ett lesbiskt par två barn, en pojke och en flicka. De var då bland de första homosexuella par i Sverige att skaffa barn på det sättet. 1996 gav han ut Älskade barn, en handbok för blivande homosexuella föräldrar. 